# Majdanek-Prozesse

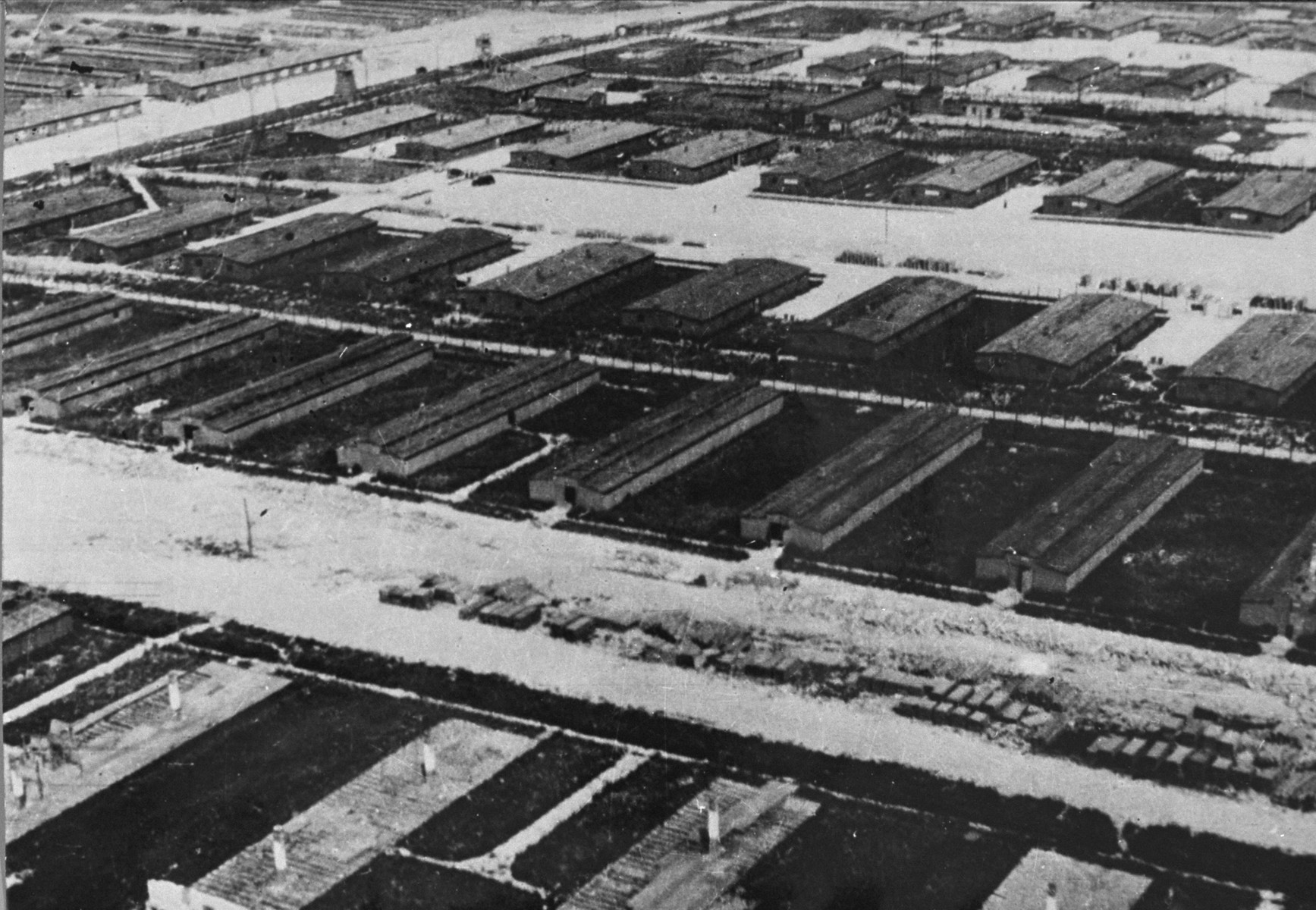
Luftbild des KZ, 24. Juni 1944

Die Majdanek-Prozesse waren eine Reihe von Prozessen in Polen und Deutschland gegen ehemalige SS-Angehörige des Lagerpersonals des KZ Majdanek. Die ersten beiden Prozesse fanden in Lublin statt, jeweils 1944 und 1946–1948. Der dritte Prozess vor dem Landgericht Düsseldorf dauerte vom 26. November 1975 bis zum 30. Juni 1981.

## Die beiden ersten Majdanek-Prozesse in Lublin und ihre Vorgeschichte
Das Lager Majdanek war 1941 nahe der Stadt Lublin im damaligen Generalgouvernement für die besetzten polnischen Gebiete eingerichtet worden. Der Name stammt vom Lubliner Stadtteil Majdan Tatarski, offiziell trug es den Namen Konzentrationslager Lublin. Insgesamt wurden im KZ Majdanek etwa 250.000 Menschen ermordet beziehungsweise in den Tod getrieben. Als die Rote Armee näherrückte, wurde das Lager verlassen und die noch etwa 1.000 Gefangenen fortgeschafft. Am 23. Juli 1944 wurde das Lager befreit. Eine polnisch-sowjetische Kommission begann noch im Juli mit der ersten Untersuchung der Verbrechen. 

### Der erste Majdanek-Prozess

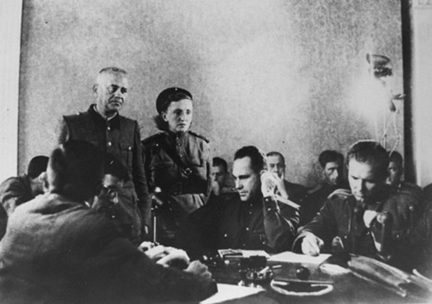
SS-Obersturmführer Anton Thernes als Angeklagter beim Majdanek-Prozess, Lublin 1944

Im ersten Prozess in Lublin, vom 27. November 1944 bis zum 2. Dezember 1944, waren sechs Personen angeklagt, und zwar vier ehemalige SS-Angehörige und zwei Kapos. Es handelte sich dabei um den SS-Obersturmführer Anton Thernes, den SS-Hauptsturmführer Wilhelm Gerstenmeier, den SS-Oberscharführer Hermann Vögel, den Kapo Edmund Pohlmann, den SS-Rottenführer Theodor Schöllen sowie den Kapo Heinrich Stalp. 
Alle sechs Angeklagten wurden zum Tode verurteilt. Die Urteile wurden am 3. Dezember 1944 durch Erhängen vollstreckt, mit Ausnahme des Urteils gegen Pohlmann, der in der Nacht zuvor Suizid begangen hatte.

### Der zweite Majdanek-Prozess
Im zweiten Prozess (1946–1948), ebenfalls in Lublin, wurde gegen 95 SS-Angehörige verhandelt.
Sieben der Angeklagten wurden 1948 zum Tode verurteilt und durch Hängen hingerichtet, darunter auch die frühere Oberaufseherin des Frauenlagers, Else Ehrich, die anderen erhielten Haftstrafen.
Urteile im zweiten Majdanek-Prozess:
| #  | Angeklagter          | Geburtsdatum       | Dienstrang          | Urteil                                                                               |
| -- | -------------------- | ------------------ | ------------------- | ------------------------------------------------------------------------------------ |
| 1  | Else Ehrich          | 8. März 1914       | Aufseherin          | Todesstrafe (Hinrichtung durch Hängen am 26. Oktober 1948)                           |
| 2  | Friedrich Gebhardt   | 26. Februar 1899   | SS-Unterscharführer | Todesstrafe (Hinrichtung durch Hängen am 15. November 1948)                          |
| 3  | Kurt Möller          | 11. Januar 1918    | SS-Oberscharführer  | Todesstrafe (Hinrichtung durch Hängen am 6. Oktober 1948)                            |
| 4  | Jakob Niessner       | 19. Januar 1908    | SS-Schütze          | Todesstrafe (Hinrichtung durch Hängen am 14. Juli 1948)                              |
| 5  | Michael Pelger       | 27. März 1908      | SS-Rottenführer     | Todesstrafe (durch Hängen hingerichtet)                                              |
| 6  | Peter Reiss          | 22. Februar 1901   | SS-Sturmmann        | Todesstrafe (Hinrichtung durch Hängen am 23. Juni 1948)                              |
| 7  | Franz Söss (Süss)    | 30. November 1912  | SS-Rottenführer     | Todesstrafe (Hinrichtung durch Hängen am 20. September 1949)                         |
| 8  | Friedrich Buschbaum  | 14. September 1904 | SS-Schütze          | Todesstrafe (umgewandelt in 15 Jahre Haft, entlassen am 31. Mai 1956)                |
| 9  | Johann Weiss         | 24. Februar 1915   | SS-Schütze          | Todesstrafe (umgewandelt in 10 Jahre Haft)                                           |
| 10 | Wilhelm Reinartz     | 17. März 1910      | SS-Unterscharführer | Todesstrafe (umgewandelt in zwei Jahre Haft, aufgrund einer Krankheit im Endstadium) |
| 11 | Johann Vormittag     | 5. August 1904     | SS-Schütze          | Lebenslange Freiheitsstrafe (entlassen am 11. März 1953)                             |
| 12 | Jakob Gemmel         | 27. Mai 1913       | SS-Schütze          | Lebenslange Freiheitsstrafe (umgewandelt in 12 Jahre Haft)                           |
| 13 | Robert Frick         | 15. Oktober 1918   | SS-Unterscharführer | 15 Jahre Haft (entlassen am 2. Mai 1956)                                             |
| 14 | Georg Fleischer      | 24. November 1911  | SS-Schütze          | 12 Jahre Haft (entlassen am 2. Mai 1956)                                             |
| 15 | Johann Kessler       | 28. Februar 1910   | SS-Sturmmann        | 12 Jahre Haft (Tod im Gefängnis am 25. Februar 1950)                                 |
| 16 | Hans Kottre (Kotre)  | 22. August 1912    | SS-Sturmmann        | 12 Jahre Haft (entlassen am 9. Mai 1956)                                             |
| 17 | Andreas Lahner       | 10. Dezember 1921  | SS-Sturmmann        | 12 Jahre Haft (entlassen am 2. Mai 1956)                                             |
| 18 | Georg Neu            | 1. August 1921     | SS-Schütze          | 12 Jahre Haft (entlassen am 9. Mai 1956)                                             |
| 19 | Franz Wirth          | 8. November 1909   | SS-Rottenführer     | 12 Jahre Haft                                                                        |
| 20 | Andreas Buttinger    | 29. Mai 1910       | SS-Schütze          | 10 Jahre Haft (Tod im Gefängnis am 26. April 1949)                                   |
| 21 | Jakob Jost           | 6. Oktober 1895    | SS-Oberscharführer  | 10 Jahre Haft (entlassen am 30. April 1956)                                          |
| 22 | Martin Löx           | 7. Februar 1908    | SS-Rottenführer     | 10 Jahre Haft (Tod im Gefängnis am 26. Juni 1949)                                    |
| 23 | Kasper Marksteiner   | 1. November 1913   | SS-Sturmmann        | 10 Jahre Haft (Tod im Gefängnis am 20. Juni 1949)                                    |
| 24 | Hans Aufmuth         | 18. Januar 1905    | SS-Schütze          | 8 Jahre Haft (entlassen am 17. März 1954)                                            |
| 25 | Johann Betz          | 18. Dezember 1906  | SS-Sturmmann        | 8 Jahre Haft (entlassen am 3. Juli 1955)                                             |
| 26 | Anton Hoffmann       | 17. September 1910 | SS-Sturmmann        | 8 Jahre Haft (entlassen am 17. Dezember 1954)                                        |
| 27 | Johann Radler        | 9. September 1909  | SS-Schütze          | 8 Jahre Haft (entlassen am 1. März 1955)                                             |
| 28 | Thomas Radrich       | 19. Oktober 1912   | SS-Rottenführer     | 8 Jahre Haft                                                                         |
| 29 | Johann Setz          | 26. Juni 1907      | SS-Sturmmann        | 8 Jahre Haft (nach Deutschland ausgeliefert am 28. Februar 1955)                     |
| 30 | Michael Bertl        | 23. Juni 1909      | SS-Sturmmann        | 7 Jahre Haft (entlassen am 15. Juli 1954)                                            |
| 31 | Paul Keller          | 16. Oktober 1910   | SS-Sturmmann        | 7 Jahre Haft (entlassen am 15. Juli 1954)                                            |
| 32 | Karl Müller          | 10. März 1907      | SS-Sturmmann        | 7 Jahre Haft                                                                         |
| 33 | Walter Biernat       | 28. März 1920      | SS-Rottenführer     | 6 Jahre Haft (Tod im Gefängnis am 6. Februar 1952)                                   |
| 34 | Josef Hartmann       | 22. März 1918      | SS-Sturmmann        | 6 Jahre Haft (entlassen am 5. Januar 1954)                                           |
| 35 | Hans Georg Hess      | 17. Juni 1910      | SS-Rottenführer     | 6 Jahre Haft                                                                         |
| 36 | Heinrich Kühn        | 16. Dezember 1909  | SS-Sturmmann        | 6 Jahre Haft (Tod im Gefängnis am 16. April 1951)                                    |
| 37 | Franz Vormittag      | 23. Januar 1920    | SS-Sturmmann        | 6 Jahre Haft                                                                         |
| 38 | Helmut Zach          | 19. August 1909    | SS-Unterscharführer | 6 Jahre Haft                                                                         |
| 39 | Jakob Dialler        | 8. Dezember 1913   | SS-Sturmmann        | 5 Jahre Haft (entlassen am 23. Dezember 1951)                                        |
| 40 | Hans Durst           | 23. November 1909  | SS-Rottenführer     | 5 Jahre Haft                                                                         |
| 41 | Franz Kaufmann       | 23. Juli 1908      | SS-Unterscharführer | 5 Jahre Haft                                                                         |
| 42 | Paul Kiss            | 13. Juli 1902      | SS-Sturmmann        | 5 Jahre Haft (Tod im Gefängnis am 26. April 1950)                                    |
| 43 | Johann Kubasak       | 31. Dezember 1909  | SS-Rottenführer     | 5 Jahre Haft                                                                         |
| 44 | Johann Lassner       | 26. Juli 1909      | SS-Schütze          | 5 Jahre Haft                                                                         |
| 45 | Johann Lienert       | 5. August 1915     | SS-Sturmmann        | 5 Jahre Haft (Tod im Gefängnis am 16. Juni 1949)                                     |
| 46 | Stefan Mantsch       | 24. September 1922 | SS-Schütze          | 5 Jahre Haft (entlassen am 12. April 1951)                                           |
| 47 | Hans Merle           | 15. Mai 1914       | SS-Schütze          | 5 Jahre Haft (entlassen am 2. Januar 1953)                                           |
| 48 | Kurt Erwin Ohnweiler | 25. März 1913      | SS-Schütze          | 5 Jahre Haft (entlassen am 1. März 1952)                                             |
| 49 | Michael Thal         | 16. Januar 1910    | SS-Schütze          | 5 Jahre Haft                                                                         |
| 50 | Jakob Vormittag      | 8. März 1909       | SS-Sturmmann        | 5 Jahre Haft                                                                         |
| 51 | Martin Berger        | 18. Januar 1910    | SS-Rottenführer     | 4 Jahre Haft (Tod im Gefängnis am 15. Oktober 1948)                                  |
| 52 | Michael Fleischer    | 18. August 1912    | SS-Rottenführer     | 4 Jahre Haft                                                                         |
| 53 | Franz Habel          | 31. Mai 1912       | SS-Rottenführer     | 4 Jahre Haft                                                                         |
| 54 | Karl Brückner        | 5. Mai 1904        | SS-Unterscharführer | 4 Jahre Haft (entlassen am 28. Februar 1951)                                         |
| 55 | Josef Janowitsch     | 22. August 1910    | SS-Sturmmann        | 4 Jahre Haft                                                                         |
| 56 | Johann Günesch       | 17. Mai 1913       | SS-Schütze          | 3 ½ Jahre Haft (nach Deutschland ausgeliefert am 9. Februar 1951)                    |
| 57 | Fritz Frischolz      | 5. Oktober 1911    | SS-Oberscharführer  | 8 Jahre Haft (entlassen am 10. März 1955)                                            |
| 58 | Michael Gall         | 22. Juli 1902      | SS-Schütze          | 3 Jahre Haft (nach Deutschland ausgeliefert am 15. Januar 1951)                      |
| 59 | Hans Grabert         | 31. Mai 1907       | SS-Oberscharführer  | 3 Jahre Haft (nach Deutschland ausgeliefert am 16. Juni 1950)                        |
| 60 | Stefan Mantsch       | 24. September 1922 | SS-Schütze          | 3 Jahre Haft (entlassen am 12. April 1951)                                           |
| 61 | Josef Moos           | 24. Januar 1904    | SS-Rottenführer     | 3 Jahre Haft (Tod im Gefängnis am 20. April 1950)                                    |
| 62 | Konrad Anacker       | 13. Februar 1892   | SS-Schütze          | 3 Jahre Haft (entlassen am 26. Juni 1950)                                            |
| 63 | Wilhelm Petrak       | 14. Februar 1909   | SS-Sturmmann        | 8 Jahre Haft (Tod im Gefängnis am 28. Juli 1948)                                     |

## Der dritte Majdanek-Prozess vor dem Landgericht Düsseldorf
Als Reaktion auf den Prozess gegen Adolf Eichmann in Israel wurde auch in der Bundesrepublik Deutschland die Strafverfolgung von NS-Tätern intensiviert. Nach langjährigen Ermittlungen zu den Verbrechen im KZ Majdanek begann die Hauptverhandlung am 26. November 1975 vor dem Landgericht Düsseldorf, an dem in den 1960er Jahren auch die Treblinka-Prozesse stattgefunden hatten. Alle Angeklagten waren Teil der Wachmannschaft im Konzentrations- und Vernichtungslager Majdanek. Der Tatvorwurf lautete auf Massenvernichtungsverbrechen in Lagern, NS-Gewaltverbrechen in Haftstätten. Es wurden rund 350 Zeugen aus dem In- und Ausland gehört, darunter auch 215 Häftlinge, die sich noch einmal mit den schrecklichen Erlebnissen ihrer KZ-Haft auseinandersetzen mussten. Den Vorsitz hatte der Vorsitzende Richter am Landgericht Günter Bogen, die Anklage vertraten die Staatsanwälte Wolfgang Weber und Dieter Ambach. Die Verteidiger der angeklagten SS-Leute gehörten teilweise Neonazi-Organisationen an. Aufgrund des langen Abstandes zum Tatgeschehen und der Erbringung des konkreten Nachweises zu den Straftatbeständen Mord oder Beihilfe zum Mord erwies sich der Zeugenbeweis als außerordentlich schwierig, was sich letztlich in den am 30. Juni 1981 verkündeten Urteilen widerspiegelte.
Einen besonderen Skandal verursachte der Rechtsanwalt der ehemaligen KZ-Aufseherin Hildegard Lächert („die blutige Brygida“) Ludwig Bock. Am 154. Verhandlungstag beantragte Bock, die Zeugin und KZ-Insassin Henryka Ostrowska im Gerichtssaal wegen Beihilfe zum Mord festnehmen zu lassen. Sie hatte ausgesagt, in Majdanek gezwungen worden zu sein, Behälter mit Zyklon B in die Gaskammern zu bringen.

### Straftaten und Urteile im dritten Majdanek-Prozess
| Angeklagter               | Dienstrang im KZ Majdanek | Straftat                                                                                            | Urteil         |
| ------------------------- | ------------------------- | --------------------------------------------------------------------------------------------------- | -------------- |
| Hermine Braunsteiner-Ryan | Aufseherin                | gemeinschaftlicher Mord in zwei Fällen an mindestens 100 Personen                                   | Lebenslänglich |
| Hildegard Lächert         | Aufseherin                | gemeinschaftliche Beihilfe zum Mord in zwei Fällen an mindestens 100 Personen                       | 12 Jahre Haft  |
| Hermann Hackmann          | SS-Hauptsturmführer       | gemeinschaftliche Beihilfe zum Mord in zwei Fällen an mindestens 141 Personen                       | 10 Jahre Haft  |
| Emil Laurich              | SS-Hauptscharführer       | gemeinschaftliche Beihilfe zum Mord in fünf Fällen an mindestens 195 Personen                       | 8 Jahre Haft   |
| Heinz Villain             | SS-Unterscharführer       | gemeinschaftliche Beihilfe zum Mord in zwei Fällen an mindestens 17.002 Personen (Aktion Erntefest) | 6 Jahre Haft   |
| Fritz Heinrich Petrick    | SS-Oberscharführer        | gemeinschaftliche Beihilfe zum Mord an 41 Personen                                                  | 4 Jahre Haft   |
| Arnold Strippel           | SS-Untersturmführer       | gemeinschaftliche Beihilfe zum Mord an 41 Personen                                                  | 3,5 Jahre Haft |
| Thomas Ellwanger          | SS-Rottenführer           | gemeinschaftliche Beihilfe zum Mord an 41 Personen                                                  | 3,5 Jahre Haft |
| Heinrich Groffmann        | SS-Unterscharführer       | | Freispruch     |

Vier der übrigen Angeklagten wurden nach einer Verfahrensabtrennung bereits 1979 mangels Beweisen freigesprochen: Rosy Süss, Charlotte Mayer, Hermine Böttcher sowie der Lagerarzt Heinrich Schmidt. Der Beschuldigte Wilhelm Reinartz wurde außer Strafverfolgung gesetzt. Die Angeklagten Günther Konietzny und Robert Seitz schieden wegen Verhandlungsunfähigkeit noch vor Verfahrensbeginn aus. Alice Orlowski starb noch während des Verfahrens. Die Gerichtsurteile sorgten in der Folge für hitzige Debatten, da die verhängten Strafen vielen Beobachtern zu gering erschienen. Der fast sechs Jahre dauernde Majdanek-Prozess, als letztes großes NS-Verfahren, ging als aufwändigstes und kostspieligstes Verfahren in die Justizgeschichte Deutschlands ein. Am 30. Juni 1981 wurde nach einer Prozessdauer von fünf Jahren und sieben Monaten mit 474 Verhandlungstagen die Urteile gesprochen. Die Verkündung selber dauerte zehneinhalb Stunden.
In die Liste der Haupttäter im Majdanek-Prozess wurde auch der ehemalige Lagerarzt Heinrich Rindfleisch aufgenommen. Aufgrund seines Todes im Jahr 1969 konnte er jedoch nicht mehr zur Verantwortung gezogen werden.

## Weitere Majdanek-Prozesse
Bis in die 1990er Jahre fanden einige weitere Prozesse gegen einzelne Angehörige des Lagerpersonals des KZ Majdanek statt. Hervorzuheben ist dabei der Prozess gegen Karl-Friedrich Höcker, der bereits im 1. Frankfurter Auschwitzprozess zu sieben Jahren Zuchthaus verurteilt worden war. Aufgrund seiner im KZ Majdanek begangenen Taten wurde Höcker vom Landgericht Bielefeld am 3. Mai 1989 zu vier Jahren Freiheitsstrafe verurteilt.
| Angeklagter           | Dienstrang                                                 | Straftat | Urteil       |
| --------------------- | ---------------------------------------------------------- | --- | ------------ |
| Karl-Friedrich Höcker | SS-Obersturmführer und Adjutant des Lagerkommandanten Weiß | Beteiligung an Vergasungen durch Beschaffung von mindestens 3610 kg Zyklon B bei der Hamburger Firma Tesch & Stabenow | 4 Jahre Haft |

## Dokumentarfilm
- Der Prozess. Eine Darstellung des Majdanek-Verfahrens in Düsseldorf. BRD 1984, von Eberhard Fechner (Buch u. Regie), Teil 1: „Anklage“, Teil 2: „Beweisaufnahme“, Teil 3: „Urteile“, je 90 Minuten.[5]